# Leptonema guineense
Leptonema guineense är en nattsländeart som beskrevs av Gibbs 1973. Leptonema guineense ingår i släktet Leptonema och familjen ryssjenattsländor. Inga underarter finns listade i Catalogue of Life.